# Hoplodictya kincaidi
Hoplodictya kincaidi är en tvåvingeart som först beskrevs av Johnson 1913.  Hoplodictya kincaidi ingår i släktet Hoplodictya och familjen kärrflugor.
Artens utbredningsområde är Bermuda. Inga underarter finns listade i Catalogue of Life.